# Gymnodamaeus barbarossa
Gymnodamaeus barbarossa är en kvalsterart som beskrevs av H. Weigmann 2006. Gymnodamaeus barbarossa ingår i släktet Gymnodamaeus och familjen Gymnodamaeidae. Inga underarter finns listade i Catalogue of Life.